# St. Martinus (Borschemich)

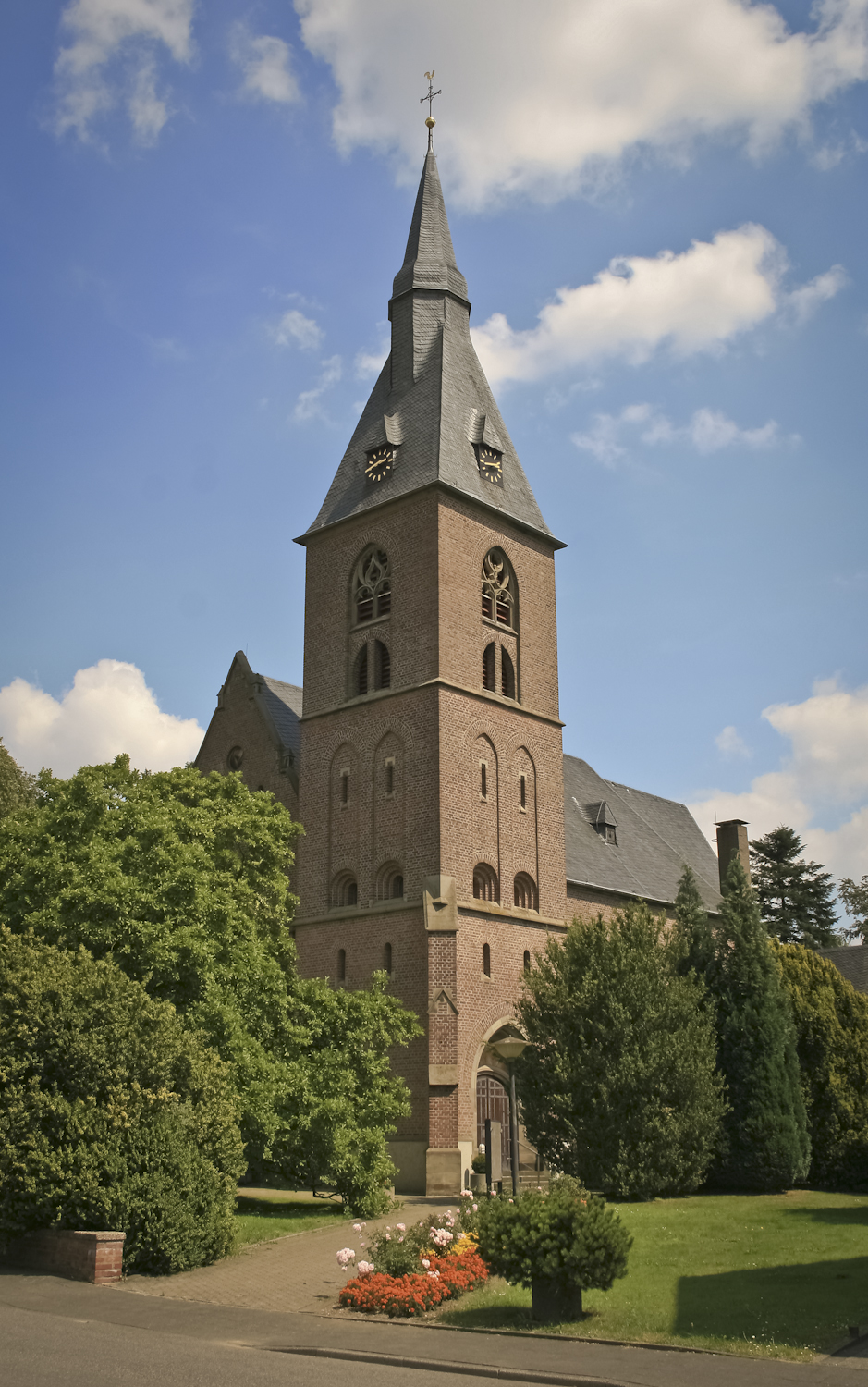
Pfarrkirche St. Martinus (2007)

Die ehemalige Filialkirche St. Martinus war ein Kirchengebäude in dem Erkelenzer Ortsteil Borschemich. Der Ort lag im Abbaugebiet des Tagebaus Garzweiler und wich diesem vollständig; daher entstand im Norden von Erkelenz westlich von Mennekrath Borschemich (neu) als neuer Stadtteil von Erkelenz. Die Kirche wurde am 23. November 2014, nach einem letzten Gottesdienst, profaniert. Am 15. Februar 2016 wurde mit dem Abriss des Gebäudes begonnen. Es gehörte zuvor zur Pfarrei St. Lambertus Erkelenz.
Als Ersatz- bzw. Nachfolgebau wurde am Umsiedlungsort Borschemich (neu) die Martinus-Kapelle mit zugehörigem Gemeindezentrum errichtet. Der erste Spatenstich war im Dezember 2013 und die Grundsteinlegung fand am 22. Juni 2014 statt. Die Konsekration des neuen Gotteshauses erfolgte am 3. Mai 2015 durch den Aachener Weihbischof Johannes Bündgens. Zahlreiche Einrichtungsgegenstände der alten Pfarrkirche wurden in die neue Kapelle übernommen.

## Geschichte

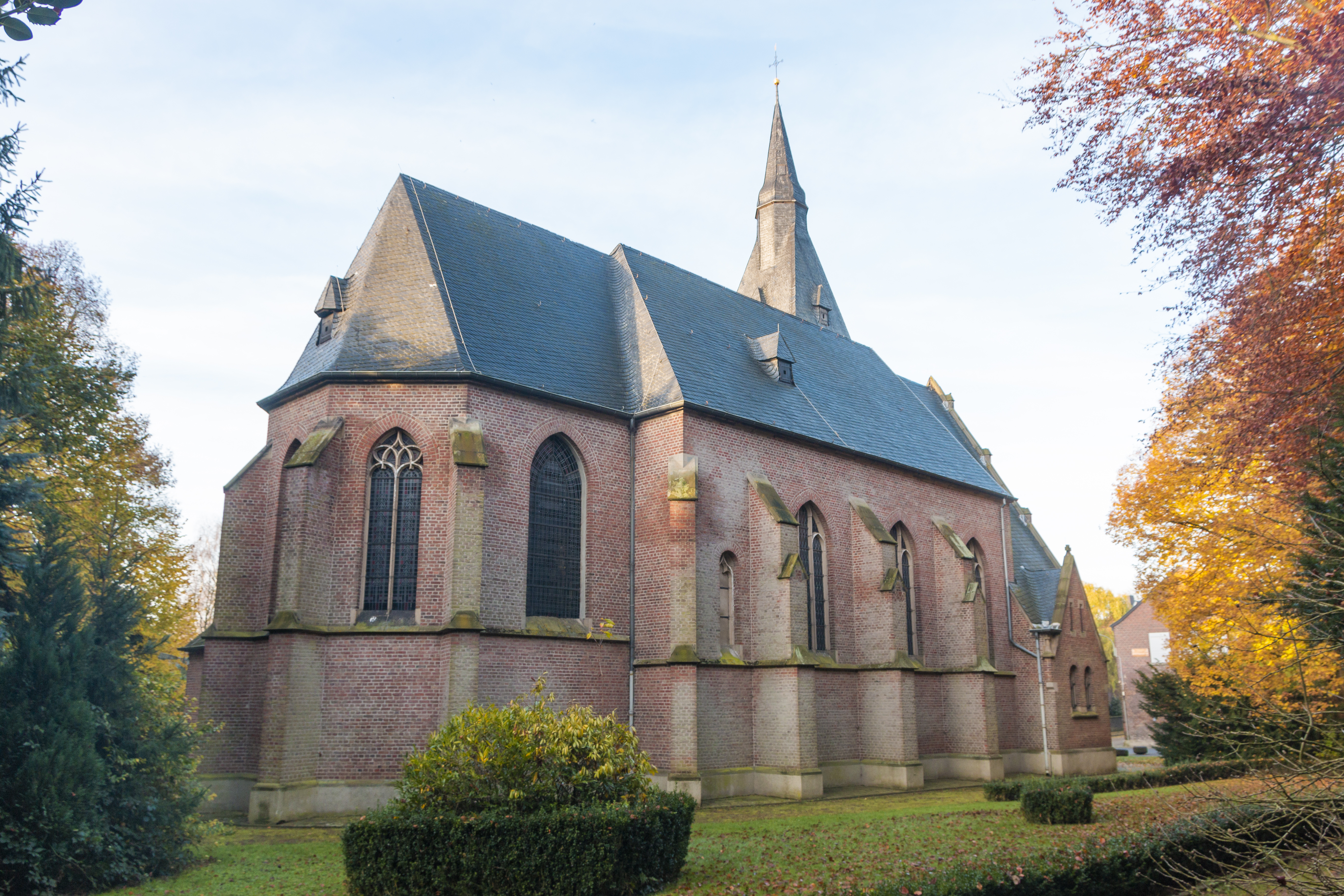
Rückwärtige Ansicht der Kirche vom Kalvarienberg in den Kirchenanlagen (2014)

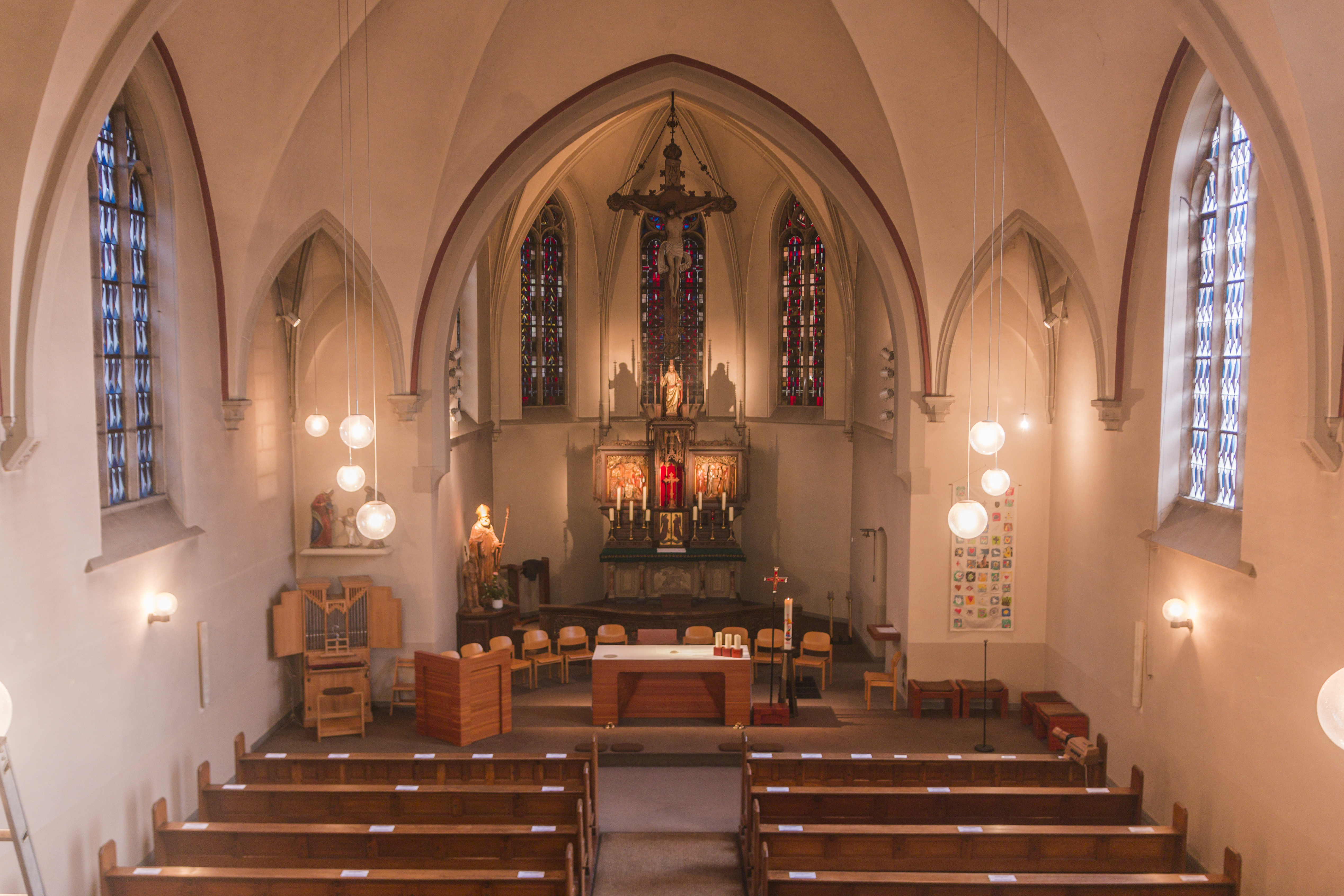
Innenraum der Kirche am Tag vor der Profanierung im Jahr 2014

Die katholische Pfarrkirche St. Martinus wurde in den Jahren 1906 und 1907 nach den Plänen des Kölner Diözesanbaumeisters Heinrich Renard unter der Leitung des Bauunternehmers Max Sauer aus Köln erbaut. Die feierliche Einsegnung fand am 27. Oktober 1907 durch Dechant Hermann Josef Kamp aus Erkelenz im Auftrag des Kardinals Anton Fischer von Köln statt. Am 9. Oktober 1915 erfolgte die Weihe der Kirche zu Ehren des Heiligen Bischofs Martinus durch den Kölner Weihbischof Peter Josef Lausberg.
Die neue Kirche ersetzte die alte kleine Kirche aus dem 12. Jahrhundert, die im Jahre 1451 erneuert und 1784 nach Umbau und Erweiterung neu benediziert wurde, aber im 19. Jahrhundert nicht mehr ausreichte. Die alte Kirche stand auf dem heutigen Friedhof hinter dem Treppenaufgang und wurde nach Fertigstellung der an anderer Stelle errichteten neuen Kirche Anfang der 1920er Jahre abgebrochen.
Die neue Kirche der Pfarrgemeinde St. Martinus wird im Handbuch des Bistums Aachen offiziell so beschrieben:
„Einschiffige Backsteinkirche in drei Jochen im Langschiff, hinter spitz geschlossenem Triumphbogen schmäleres Chorjoch und dreiseitig geschlossener Chor; das Schiff hat spitzbogiges Kreuzgratgewölbe; der dreigeschossige Turm, 35 m hoch, steht an der Südecke der westlichen Vorhalle, 150 Sitz- und 100 Stehplätze.“
Im letzten Kriegsjahr 1945 erlitt der Kirchenbau einige Schäden; 1950 wurden diese repariert; 1982 erfolgte eine umfassende Außen- und Innenrenovierung.

### Kirchenschließung

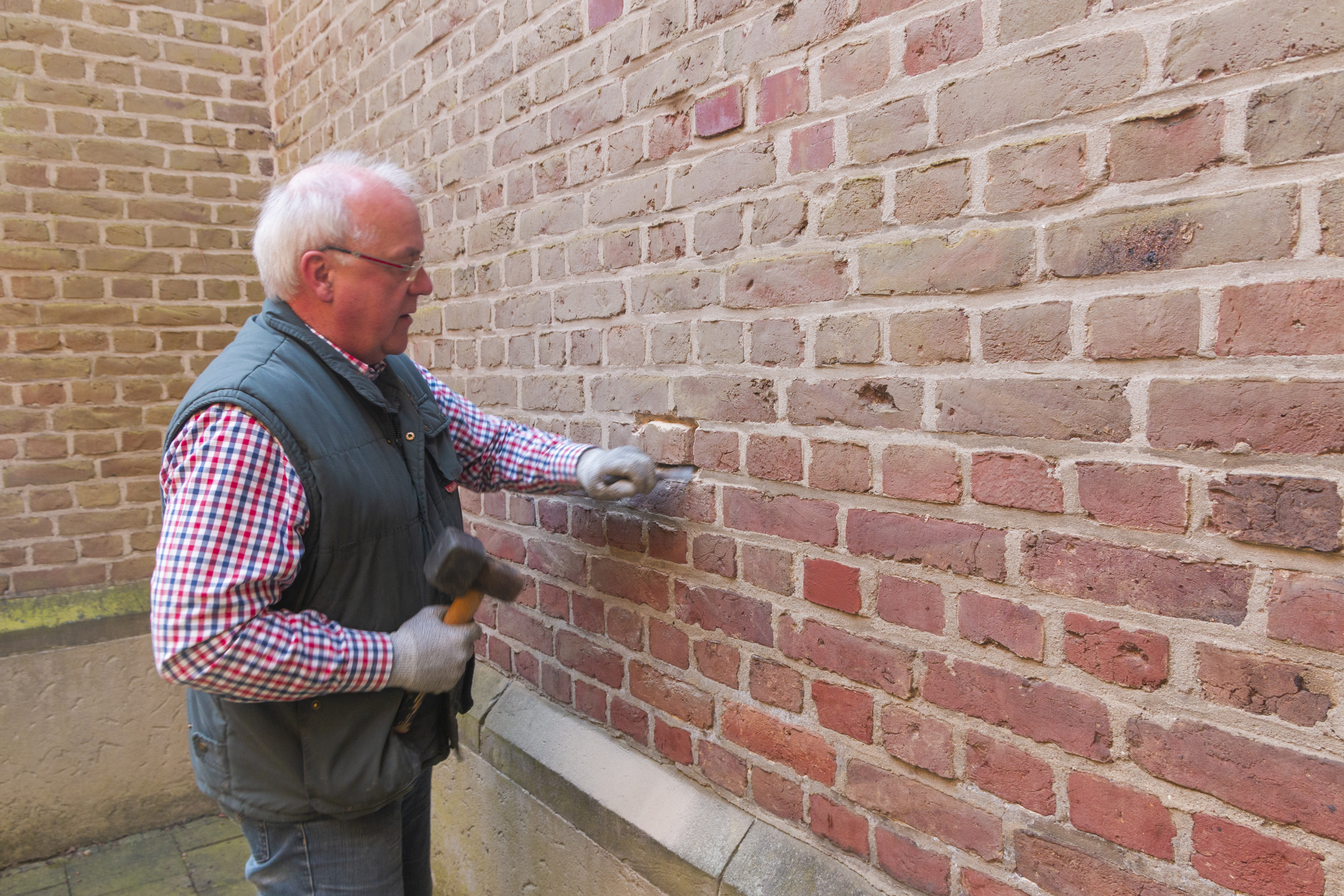
Am Morgen der Entwidmung bricht Hans-Willi Schulte (Brudermeister der St. Martinus Schützenbruderschaft Borschemich) die ersten Steine aus der Kirche und beginnt damit symbolisch den Abriss. Die Steine wurden nach dem letzten Gottesdienst an die Bewohner verteilt.

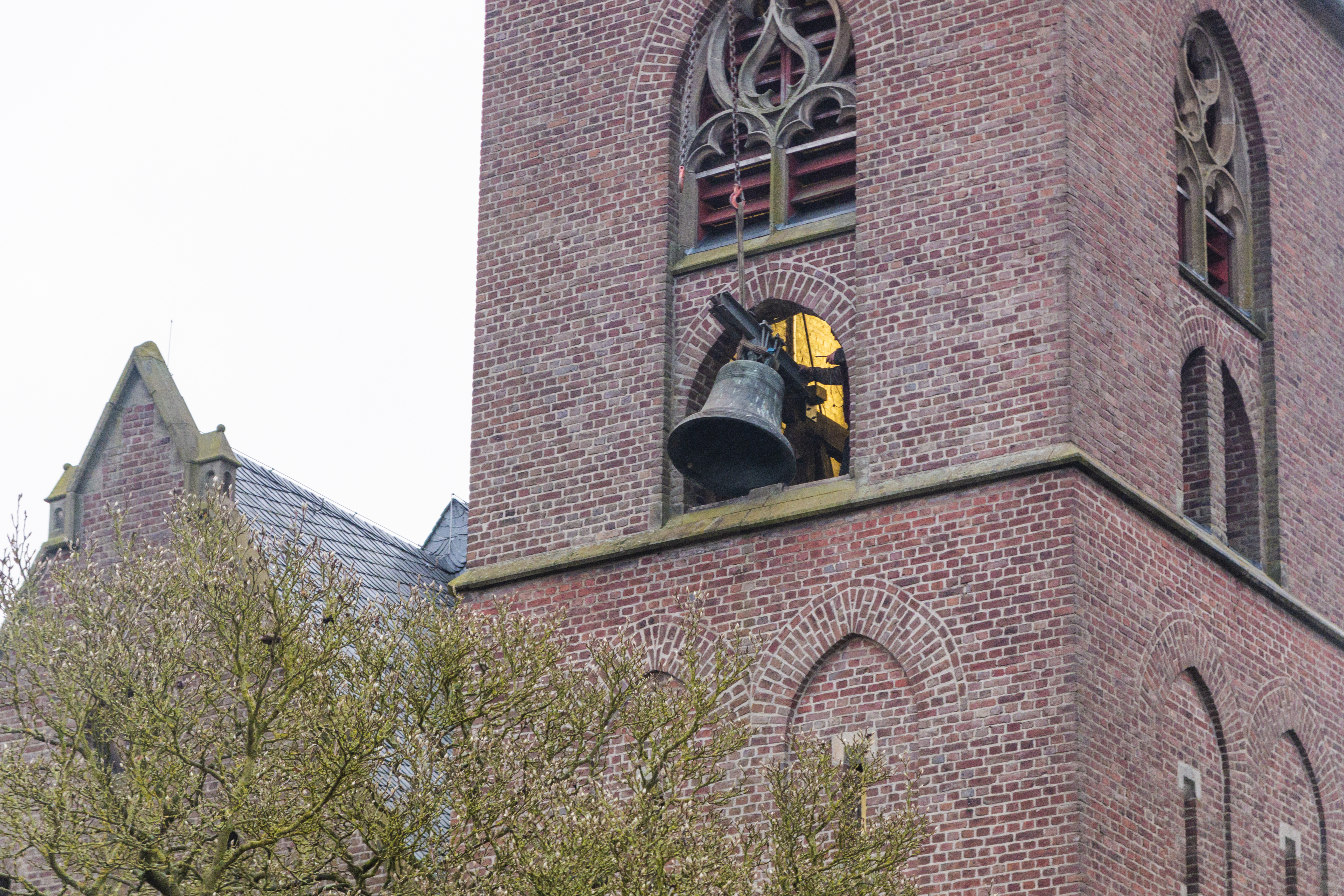
Entnahme der Glocken (2016)

Die Kirchenschließung in Form einer Entwidmung und Profanierung des Kirchengebäudes und des Altares fand am 23. November 2014 statt. Nach Verlesen der Profanierungsurkunde des Aachener Bischofs durch den Domkapitular Pfarrer Rolf Peter Cremer wurde nach der letzten Eucharistiefeier in der Kirche das Ewige Licht ausgelöscht. In einer feierlichen Prozession wurde das Allerheiligste in die Heilig-Kreuz-Kirche des Nachbarortes Keyenberg geleitet. Später erfolgte dann der Abriss des Gebäudes, weil der gesamte Ort Borschemich dem heranrückenden Tagebau Garzweiler weichen musste. Am neuen Umsiedlungsstandort Borschemich (neu) entstand eine Martinus-Kapelle als Ersatzbau.
Am 10. Dezember wurden die Glocken, die Turmuhren und das Turmkreuz ausgebaut, um sie bei der Kapelle in Neu-Borschemich weiter verwenden zu können. Am 15. Februar 2016 wurde damit begonnen, die Kirche abzureißen.

## Geläut
Die Glocken stammen zum Teil noch aus der alten Kirche. In den Kriegsjahren wurden viele Glocken für Rüstungszwecke eingeschmolzen. Auf Grund ihres hohen Alters wurde teilweise hiervon Abstand genommen, so dass heute weiterhin die alten Glocken vorhanden und noch in Gebrauch waren.
| Nr. | Name         | Durchmesser (mm) | Masse (kg, ca.) | Schlagton (HT-1/16) | Gießer                                                 | Gussjahr |
| 1   | Johannes     | 1.106            | 800             | f′ -1               | Rudolf Edelbrock, Fa. Petit & Gebr. Edelbrock, Gescher | 1880     |
| 2   | Martinus     | 953              | 550             | as′ -5              | Jakob von Venraide                                     | 1464     |
| 3   | Pius X.      | 852              | 380             | b′ -2               | Hans Hüesker, Fa. Petit & Gebr. Edelbrock, Gescher     | 1958     |
| 4   | Sterbeglocke | 492              | 75              | c″ -11              | Johann von Coellen?                                    | 1583     |

Motiv: Te Deum
Die Glocken, die Turmuhr und das Turmbesteck (Kreuz und Wetterhahn) wurden am 10. Dezember 2014 ausgebaut. Sie werden nun am Umsiedlungsstandort Borschemich (neu) in der Martinus-Kapelle verwendet.

## Orgel
Die vom Orgelbauer Johannes Klais aus Bonn im Jahr 1911 gebaute Orgel hat 16 Register, verteilt auf zwei Manuale und Pedal, pneumatische Traktur, und wurde 1971 repariert und 1988 generalüberholt durch Josef Wilbrand, Übach-Palenberg. Die Orgel wurde wegen des anstehenden Tagebaues bereits im März 2013 ausgebaut. Sie wurde restauriert und in die Pfarrkirche St. Lambertus Erkelenz eingebaut. Seit der feierlichen Orgel-Neu-Weihe am 29. September 2013 ist sie dort als Chororgel im Einsatz.

## Fenster

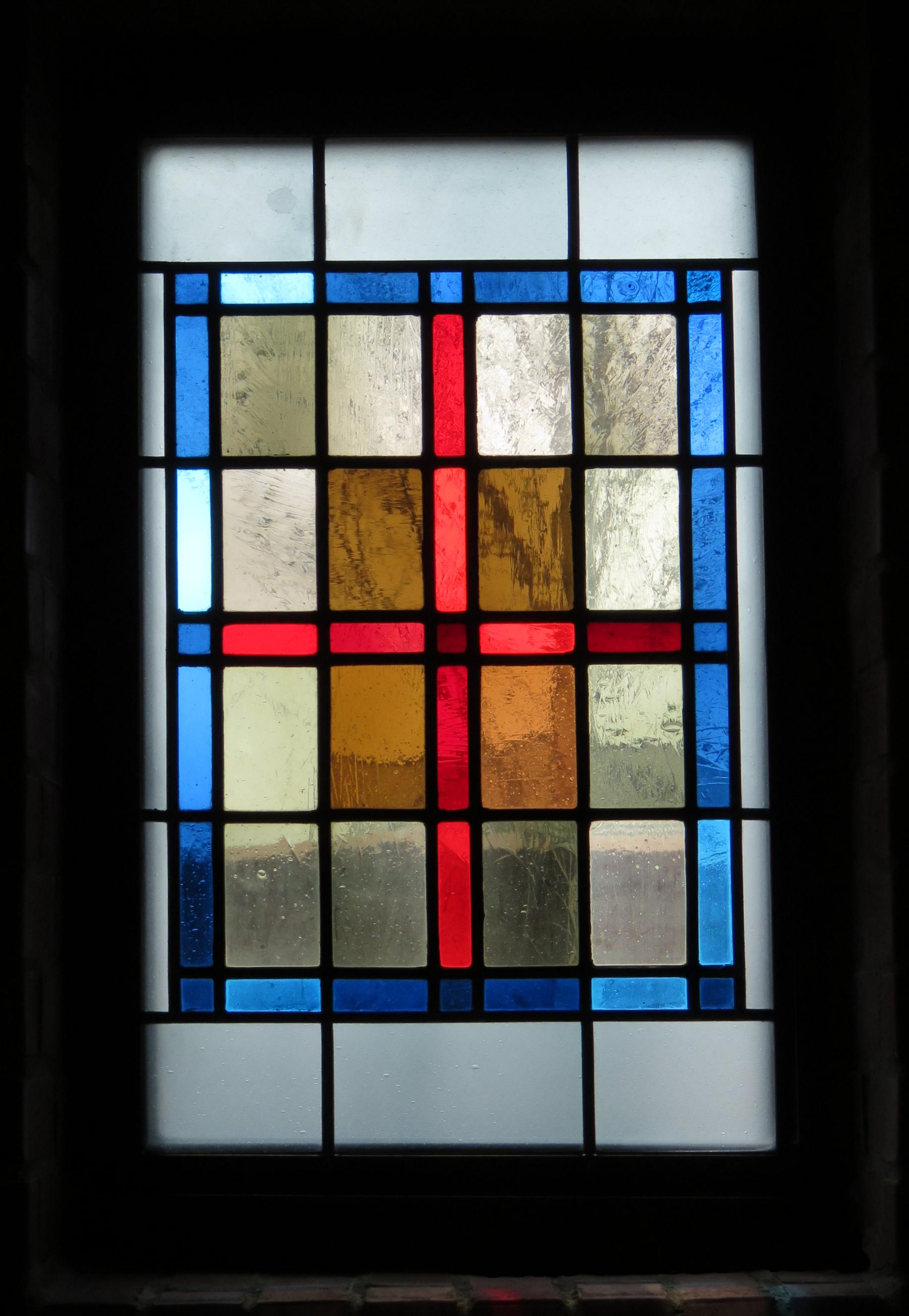
Fenster im Eingangsbereich, nach einem Entwurf von Maria Katzgrau

Die ursprüngliche Verglasung der Kirche wurde durch Kriegseinwirkung 1945 zerstört. Im Zuge der Renovierungsarbeiten wurden die achtzehn Fenster der Kirche in der Nachkriegszeit durch neue Bleiglasfenster ersetzt. Im Jahr 1949 erfolgte der Einbau der vier Chorfenster nach Entwürfen von Maria Katzgrau. Ein Jahr später gestaltete die Künstlerin zwei weitere Fenster im Eingangsbereich und über der Eingangspforte. Die zwei Fenster der Kapelle nach Entwürfen von Marianne Hilgers wurden 1951 fertiggestellt. Die sechs Fenster aus Ornamentglas – ebenfalls von Katzgrau entworfen – ersetzten ab 1960 die Verglasung aus Klarglas, die notdürftig nach dem Zweiten Weltkrieg eingesetzt worden war. Im Zuge des Abrisses der Kirche wurden die meisten Fenster zerstört. Einzelne Glasmalereien wurden in die neue Kirche in Borschemich (neu) transloziert.

## Ausstattung
- geschnitzter Hochaltar mit sechs Altarbildern
- wertvolle künstlerisch geschnitzte Kommunionbank aus der alten Pfarrkirche
- kunsthandwerklicher Tischaltar (Oregon-Pinie) aus 1977
- Verkündigungspult (Ambo)
- Priestersitz und Messdienerbänke (Oregon-Pinie) aus 1983
- lebensgroße Holzstatue des Pfarrpatrons St. Martinus aus der alten Pfarrkirche auf Sockel von der Brüstung der früheren Kanzel
- Martinusgemälde aus der alten Kirche, angebracht an der rechten hinteren Seitenwand
- Weihnachtskrippe mit holzgeschnitzten Krippenfiguren aus dem Jahr 1962

## Pfarrer
Folgende Priester wirkten bis zur Auflösung der Pfarre 2010 als Pfarrer an St. Martinus:
- 1920–1947: Josef Aretz
- 1947–1978: Bruno Masch
- 1979–1984: Günter Meis
- 1984–1989: Christian Robens
- 1989–1990: Johannes Ruhrmann
- 1990–1993: Günter Meis
- 1994–2002: Ulrich Lühring
- 2004–2010: Günter Salentin